# متسلق الأخشاب بقعي الحنجرة
متسلق الأخشاب بقعي الحنجرة (الاسم العلمي: Certhiasomus stictolaemus)، نوع من طيور فصيلة الفرنارية. هو النوع الوحيد في جنس Certhiasomus. وضع في السابق داخل جنس Deconychura مع متسلق الأخشاب طويل الذيل، ولكن تم فصل النوعان بسبب عدم ارتباطهم الوثيق.
أعطانه في البرازيل وكولومبيا والإكوادور وغويانا الفرنسية وبيرو وفنزويلا. موئله الطبيعي هي غابات الأراضي الرطبة شبه الاستوائية أو الاستوائية.